# Alina Bzhezhinska
Alina Bzhezhinska (ukrainisch Аліна Бжежинська ‚Alina Bscheschynska‘; * um 1979 in Lwiw) ist eine ukrainische Jazzmusikerin (Harfe, auch Perkussion, Komposition).

## Leben und Wirken
Bzhezhinska, die in der Ukraine aufwuchs und als Schülerin mit Rockbands auftrat sowie bei Jamsessions in Erscheinung trat, studierte Harfe im Bereich der klassischen Musik an der Fryderyk-Chopin-Universität für Musik und an der University of Arizona. Sie ist zunächst mit Sinfonieorchestern aufgetreten, darunter dem Young World Symphony Orchestra, aber auch mit der Nationaloper in Warschau und der Schottischen Oper.
Bzhezhinska lehrte ab 2002 sieben Jahre lang als Dozentin für Harfe am Royal Conservatoire of Scotland. 2005 legte sie ihr Soloalbum Harp Recital vor, das klassische Musik, Volkslieder und Jazz-Standards miteinander verband. Weiterhin war sie an Aufnahmen des amerikanischen Harfenensembles Harp Fusion und am Album New Focus (2011) von Konrad Wiszniewski und Euan Stevenson beteiligt.
Mitte der 2010er Jahre ließ sie sich in London nieder, wo sie mit Jazzmusikern wie Django Bates, Miguel Atwood-Ferguson, Henry Wu und dem Glasgow String Quartet arbeitete und Aufnahmen machte. Sie trat unter anderem im Globe Theatre, bei BBC Radio 3 sowie gemeinsam mit der Jazz-Sängerin Niki King als Vorgruppe von Gregory Porter auf und hatte Festivalauftritte auf dem Edinburgh International Harp Festival, dem London Jazz Festival, dem North Sea Jazz Festival und dem Glasgow Jazz Festival, aber auch beim World Harp Congress in Sydney.
Nach ihrem von der Kritik gefeierten Debütalbum Inspiration (Ubuntu Music, 2018) veröffentlichte Bzhezhinska 2022 mit ihrem HipHarpCollective das Album Reflections, wobei sie ihr Harfenspiel mit Effekten und Elektronik überlagerte. 2022 organisierte sie in London Solidaritätskonzerte für die Ukraine. Im Duo mit dem Saxophonisten Tony Kofi erschien 2024 das Album Altera Vita, das vom Down Beat als „ein kraftvolles, bewegendes Meisterwerk, das einem den Atem raubt,“ mit der seltenen Ausnahmenote fünf Sterne bewertet wurde. Ihr HipHarpCollective wurde 2024 bei den Parliamentary Jazz Awards als „Ensemble of the Year“ ausgezeichnet.